# Scooby-Doo! Poursuite dans la ville fantôme
 (octobre 2019).
Si vous disposez d'ouvrages ou d'articles de référence ou si vous connaissez des sites web de qualité traitant du thème abordé ici, merci de compléter l'article en donnant les références utiles à sa vérifiabilité et en les liant à la section « Notes et références ».
Scooby-Doo : Poursuite dans la ville fantôme (Scooby-Doo!: Show Down in Ghost Town) est un jeu d'aventure pour enfants (5-10 ans). C'est une adaptation en jeu vidéo de la célèbre série télévisée Scooby-Doo. Le jeu comporte trois niveaux (adaptés à chaque âge) et une aide,.

## Histoire
Scooby-Doo et sa bande partent en visite à Los Burritos, une ville fantôme. Bien sûr, cela signifie seulement qu'elle est déserte... du moins jusqu'à ce que la bande découvre le professeur Artie Fact, ligoté à une chaise, qui après avoir été délivré, leur fait une étrange révélation...

## Système de jeu
Scooby-Doo : Poursuite dans la ville fantôme génère à chaque partie des mystères différents, avec coupables et indices nouveaux. Le jeu conserve les graphismes et les voix de la série, et fonctionne comme un vrai jeu d'aventure.